# Katrin Rutschow-Stomporowski
Katrin Rutschow-Stomporowski   (Waren, 2 d'abril de 1975) és una remadora alemanya, ja retirada, que va competir durant les dècades de 1990 i 2000. Es casà amb el també remer Bernhard Stomporowski.
El 1996 va prendre part en els Jocs Olímpics d'Estiu d'Atlanta on va guanyar la medalla d'or en la prova del quàdruple scull del programa de rem. Formà equip amb Jana Sorgers, Kerstin Koppen i Kathrin Boron. Quatre anys més tard, als Jocs de Sydney, guanyà la medalla de bronze en la prova de scull individual. Als Jocs d'Atenes del 2004 guanyà la medalla d'or en la prova de scull individual.
En el seu palmarès també destaquen set medalles al Campionat del món de rem, tres d'or, tres de plata i una de bronze, entre les edicions de 1994 i el 2003. A nivell nacional guanyà set campionats consecutius de scull individual entre el 1998 i el 2004, quatre del quàdruple scull (1994 a 1996 i 1999) i un del doble scull (1997).